# Soukromá knihovna

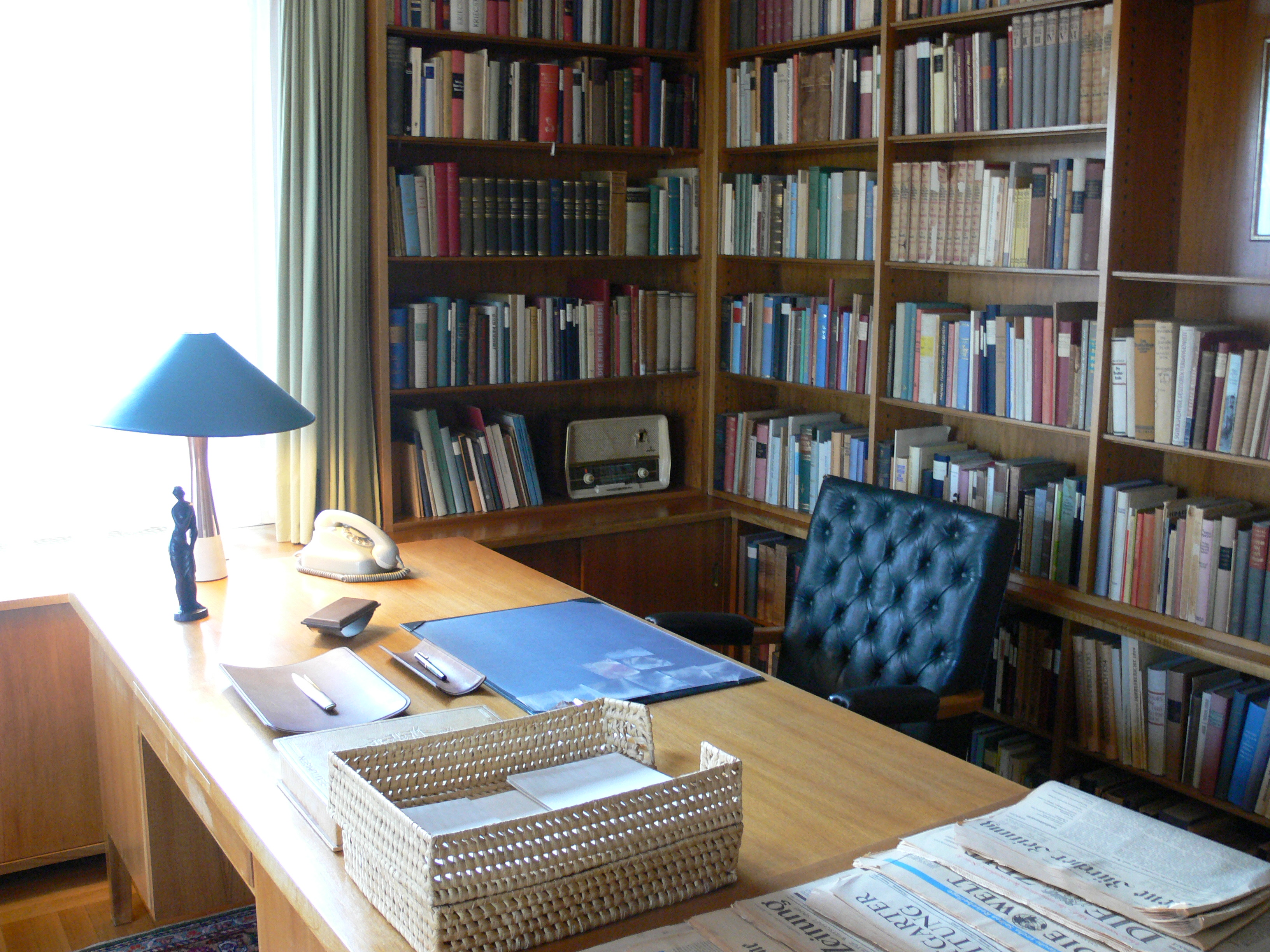
Část soukromé knihovny Theodora Heusse v pracovně jeho domu ve Stuttgartu

Soukromá knihovna je sbírka knih, časopisů nebo jiných dokumentů, kterou vybudovala fyzická osoba nebo korporace, a je využívána omezeným počtem osob či pouze jednotlivcem (vlastníkem). Jejich počátky je možné najít už ve starověké Mezopotámii.
Podle literárního vědce Jiřího Trávníčka se Češi vyznačují vysokým zastoupením domácích knihoven: „Pouze dvě procenta obyvatel starších patnácti let nemají v místě svého bydliště žádnou knihu, a pokud jde o průměrný počet svazků, máme jich doma dvě stě padesát, tedy asi šest metrových poliček. Každý čtyřicátý z nás má doma více než tisíc svazků“.